# Grand Prix Formule 1 van Mexico 1992
De Grand Prix Formule 1 van Mexico 1992 werd gehouden op 22 maart 1992 op het circuit van Mexico-Stad.

## Uitslag
| Positie | Nummer | Rijder               | Team                | Ronden | Tijd/Opgave     | Startplaats | Punten |
| ------- | ------ | -------------------- | ------------------- | ------ | --------------- | ----------- | ------ |
| 1       | 5      | Nigel Mansell        | Williams-Renault    | 69     | 1:31:53.587     | 1           | 10     |
| 2       | 6      | Riccardo Patrese     | Williams-Renault    | 69     | +12.971         | 2           | 6      |
| 3       | 19     | Michael Schumacher   | Benetton-Ford       | 69     | +21.429         | 3           | 4      |
| 4       | 2      | Gerhard Berger       | McLaren-Honda       | 69     | +33.347         | 5           | 3      |
| 5       | 4      | Andrea de Cesaris    | Tyrrell-Ilmor       | 68     | +1 Ronde        | 11          | 2      |
| 6       | 11     | Mika Häkkinen        | Lotus-Ford          | 68     | +1 Ronde        | 18          | 1      |
| 7       | 12     | Johnny Herbert       | Lotus-Ford          | 68     | +1 Ronde        | 12          |        |
| 8       | 21     | Jyrki Järvilehto     | Dallara-Ferrari     | 68     | +1 Ronde        | 7           |        |
| 9       | 26     | Érik Comas           | Ligier-Renault      | 67     | +2 Rondes       | 26          |        |
| 10      | 25     | Thierry Boutsen      | Ligier-Renault      | 67     | +2 Rondes       | 22          |        |
| 11      | 29     | Bertrand Gachot      | Venturi-Lamborghini | 66     | +3 Rondes       | 13          |        |
| 12      | 30     | Ukyo Katayama        | Venturi-Lamborghini | 66     | +3 Rondes       | 24          |        |
| 13      | 9      | Michele Alboreto     | Arrows-Mugen-Honda  | 65     | +4 Rondes       | 25          |        |
| NF      | 20     | Martin Brundle       | Benetton-Ford       | 47     | Motor           | 4           |        |
| NF      | 15     | Gabriele Tarquini    | Fondmetal-Ford      | 45     | Koppeling       | 14          |        |
| NF      | 14     | Andrea Chiesa        | Fondmetal-Ford      | 37     | Spin            | 23          |        |
| NF      | 22     | Pierluigi Martini    | Dallara-Ferrari     | 36     | Handling        | 9           |        |
| NF      | 27     | Jean Alesi           | Ferrari             | 31     | Motor           | 10          |        |
| NF      | 24     | Gianni Morbidelli    | Minardi-Lamborghini | 29     | Spin            | 21          |        |
| NF      | 32     | Stefano Modena       | Jordan-Yamaha       | 17     | Versnellingsbak | 15          |        |
| NF      | 3      | Olivier Grouillard   | Tyrrell-Ilmor       | 12     | Motor           | 16          |        |
| NF      | 1      | Ayrton Senna         | McLaren-Honda       | 11     | Transmissie     | 6           |        |
| NF      | 23     | Christian Fittipaldi | Minardi-Lamborghini | 2      | Spin            | 17          |        |
| NF      | 33     | Mauricio Gugelmin    | Jordan-Yamaha       | 0      | Motor           | 8           |        |
| NF      | 16     | Karl Wendlinger      | March-Ilmor         | 0      | Botsing         | 19          |        |
| NF      | 28     | Ivan Capelli         | Ferrari             | 0      | Botsing         | 20          |        |
| NQ      | 10     | Aguri Suzuki         | Arrows-Mugen-Honda  |        |                 |             |        |
| NQ      | 17     | Paul Belmondo        | March-Ilmor         |        |                 |             |        |
| NQ      | 7      | Eric van de Poele    | Brabham-Judd        |        |                 |             |        |
| NQ      | 8      | Giovanna Amati       | Brabham-Judd        |        |                 |             |        |

## Wetenswaardigheden
- McLaren reed voor het laatst met het chassis van 1991.
- Andrea Moda nam opnieuw niet deel omdat de nieuwe wagen nog niet klaar was.

## Statistieken
| Pole-position | Nigel Mansell  | Williams-Renault | 1:16.346 |
| Snelste ronde | Gerhard Berger | McLaren-Honda    | 1:17.711 |

## Noot
- Dit was de eerste podiumplaats voor Michael Schumacher.

1962 · 1963 · 1964 · 1965 · 1966 · 1967 · 1968 · 1969 · 1970 · 1986 · 1987 · 1988 · 1989 · 1990 · 1991 · 1992 · 2015 · 2016 · 2017 · 2018 · 2019